# Широтная зональность
Широ́тная зона́льность — закономерное изменение физико-географических процессов, компонентов и комплексов геосистем от экватора к полюсам.

## Причины зональности
Первичная причина зональности — неравномерное распределение солнечной энергии по широте вследствие шарообразной формы Земли и изменения угла падения солнечных лучей на земную поверхность. Кроме того, широтная зональность зависит и от расстояния до Солнца, а масса Земли влияет на способность удерживать атмосферу, которая служит трансформатором и перераспределителем энергии.
Большое значение имеет наклон оси к плоскости эклиптики, от этого зависит неравномерность поступления солнечного тепла по сезонам, а суточное вращение планеты обуславливает отклонение воздушных масс. Результатом различия в распределении лучистой энергии Солнца является зональный радиационный баланс земной поверхности. Неравномерность поступления тепла влияет на расположение воздушных масс, влагооборот и циркуляцию атмосферы.
Зональность выражается не только в среднегодовом количестве тепла и влаги, но и во внутригодовых изменениях. Климатическая зональность отражается на стоке и гидрологическом режиме, образовании коры выветривания, заболачивания. Большое влияние оказывает на органический мир, специфические формы рельефа. Однородный состав и большая подвижность воздуха сглаживают зональные различия с высотой.
В каждом полушарии выделяют по 7 циркуляционных зон. Широтная зональность проявляется и в Мировом океане.
Главная причина широтной зональности — изменение соотношения тепла и влаги от экватора к полюсам.